# Розстріляне відродження. Микола Хвильовий (монета)
«Розстрі́ляне відро́дження. Мико́ла Хвильови́й» — пам'ятна монета номіналом 5 гривень, випущена Національним банком України, присвячена літературно-мистецькому поколінню України 20-х — початку 30-х років XX століття, яке дало потужний імпульс для розвитку української культури, проте було репресоване тоталітарним режимом. Микола Хвильовий (справжнє прізвище Фітільов) — ключова постать культурного відродження, один із засновників української пореволюційної прози, поет і публіцист. Його діяльність сприяла утвердженню україноцентризму й інтеграції національної культури у світовий контекст. Ця пам'ятна монета розпочинає тему Розстріляного відродження, вшановуючи внесок Миколи Хвильового та всіх митців, які, попри жорсткий тиск, творили та розвивали українську культуру.
Монету введено в обіг 19 червня 2025 року. Вона належить до серії «Інші монети». 
Продаж монети в інтернет-магазині НБУ відбувався 20 і 27 червня 2025 року.

## Опис монети та характеристики
| Номінал грн | Метал      | Маса, г | Діаметр, мм | Якість виготовлення       | Гурт     | Тираж, штук |
| ----------- | ---------- | ------- | ----------- | ------------------------- | -------- | ----------- |
| 5           | нейзильбер | 16,54   | 35,0        | спеціальний анциркулейтед | рифлений | 50 000      |

### Аверс

Микола Хвильовий

На аверсі монети розміщено стилізований напис «СЛОВО» — назву харківського будинку літераторів 30-х років XX століття. У текстурі літер проглядається парость озимої пшениці — образ молодого покоління митців, життя і творчість яких були цинічно зламані тоталітарною владою. Трагізм історичної епохи підкреслює прострелена літера «О», з якої стікає кров, нагадуючи про болючу рану в історії України та нездійснені мрії талановитих митців. Під текстовою композицією зазначено напис «УКРАЇНА», рік карбування — «20 / 25», малий Державний Герб України, номінал «5» з графічним символом гривні та логотип Банкнотно-монетного двору Національного банку України.

### Реверс
На реверсі монети на дзеркальному тлі зображено стилізований портрет Миколи Хвильового. Символічна композиція передає глибокий зміст: обличчя письменника ніби ув'язнене серед кам'яних плит неправильної форми, що відображають спроби тоталітарного режиму знищити пам'ять про митця. Праворуч від портрета вертикально розташовані написи: «МИКОЛА / ФІТІЛЬОВ» — справжнє ім'я митця, викарбуване рельєфно, та «МИКОЛА / ХВИЛЬОВИЙ» — псевдонім, виконаний дзеркально. Ліворуч зазначені роки життя митця — «1893 / 1933».

Весь тираж було випущено у сувенірних упаковках
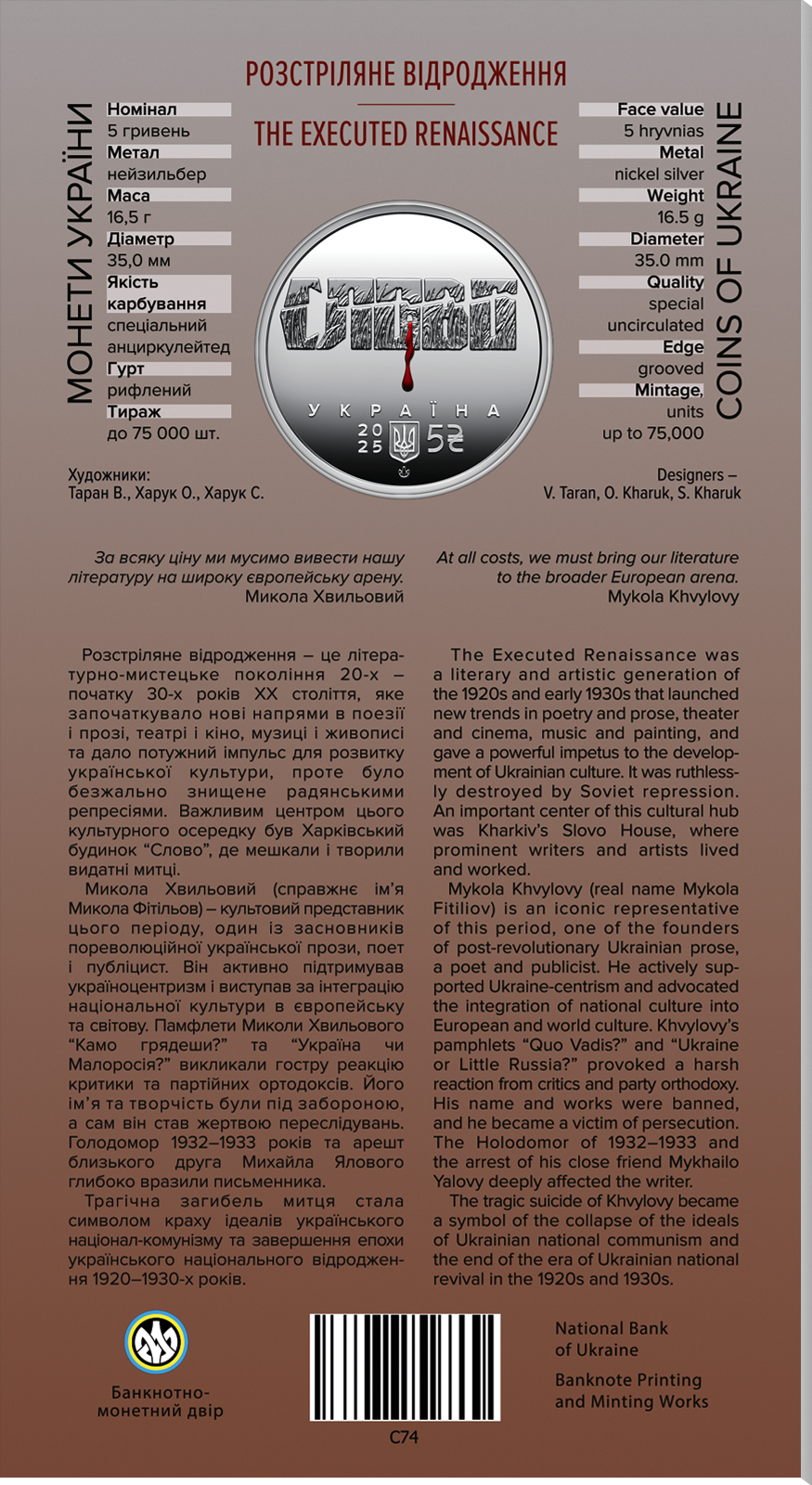
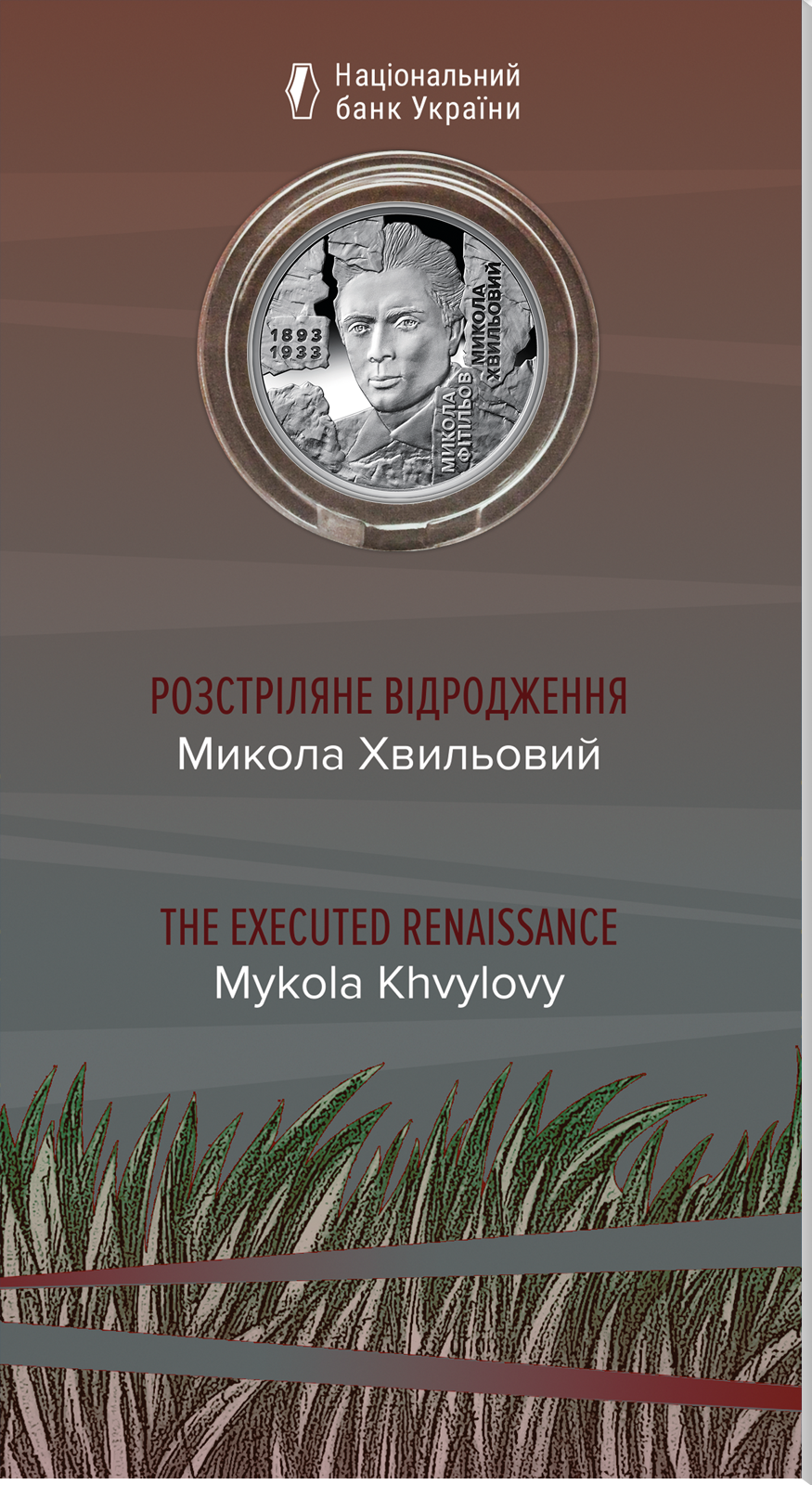

## Автори
- Художники: Володимир Таран, Олександр Харук, Сергій Харук.
- Скульптори: Атаманчук Володимир, Демяненко Анатолій.

## Вартість монети
Під час введення монети в обіг 2025 року, Національний банк України реалізовував монету за ціною 177 гривень.
Фактична приблизна вартість монети, з роками змінювалася так:
| Рік       | 2026 | 2027 | 2028 |
| --------- | ---- | ---- | ---- |
| Ціна, грн |      |      |      |